# Operação Resta Um
Operação Resta Um foi a operação policial brasileira deflagrada pela Polícia Federal, em 2 de agosto de 2016, que representou a 33ª fase da Operação Lava Jato. Foram presos na operação Ildefonso Colares Filho e Othon Zanoide, dois ex-executivos da Construtora Queiroz Galvão, que já haviam sido presos provisoriamente na sétima fase da Lava Jato, batizada de Juízo Final.
Segundo o Ministério Público Federal (MPF), a Queiroz Galvão integrou um cartel para fraudar licitações da Petrobras. O cartel, conforme as investigações, maximizou os lucros das empresas privadas e gerou prejuízos bilionários para a estatal.
A 33ª fase da Operação Lava-Jato, foi batizada de "Resta Um" pelo fato de o alvo, a Construtora Queiroz Galvão, ser a última grande empresa investigada por formação de cartel junto a Petrobras, não significando que a Lava Jato esteja no fim. Resta Um também é o nome de um quebra-cabeça no qual o objetivo é, por meio de movimentos válidos, deixar apenas uma peça no tabuleiro.

## Mandados judicias
Foram cumpridos 32 ordens judiciais, sendo 23 mandados de busca e apreensão, dois mandados de prisão preventiva, um mandado de prisão temporária e seis mandados de condução coercitiva.
Cerca de 150 policiais federais cumpriram as ordens em cidades de São Paulo, Rio de Janeiro, Rio Grande do Sul, Goiás, Pernambuco e Minas Gerais. No Estado, buscas estão sendo feitas no estaleiro QGI, em Rio Grande.

## Investigações
- Levantar provas sobre a formação de cartel para conseguir obras na Petrobras.[3]
- Apurar pagamentos de propina a políticos e partidos, além de negociações para interferir na CPI da Petrobras no Senado, em 2009.[3]